# Maria Yamamoto
Maria Yamamoto (山本 麻里安?, Yamamoto Maria; Kōbe, 11 settembre 1981) è una doppiatrice e cantante giapponese.

## Doppiaggio

### Anime
- Chance Pop Session (Kaihara Nozomi)
- Cinderella Boy (Lyan Rain, Maya)
- D.Gray-man (Katia)
- El Cazador (Rita)
- Elfen Lied (Kisaragi, Kane, Saitou)
- Hand Maid May (Cyberdoll May)
- Kite Liberator (Ostaggia)
- Kyô no go no ni (Natsumi Hirakawa)
- Le situazioni di Lui & Lei (Kano Miyazawa)
- Mahô shôjo neko Taruto (Chitose)
- Nanako - Manuale di genetica criminale (Nanako Shichigusa)
- Papillon Rose New Season (Papillon Rose, Tsubomi)
- Pokémon: Advanced Challenge (Mariah)
- Princess Rouge: Legend of the Last Labyrinth (Megumi Kana)
- School Rumble (Telegiornalista, Saeko, Rinko)
- Seraphim Call (Urara Tachibana)
- Viper's Creed (Megumu)
- Yucie (Yucie)

### Videogiochi
- Arcana Heart (Fiona Mayfield, Tsuzune Kasuga)
- Arcana Heart 2 (Fiona Mayfield)
- Arcana Heart 3 (Fiona Mayfield)
- Eithea (Myu)
- Memories Off (Ayaka Hizuki)
- Memories Off Pure (Ayaka Hizuki)
- Memories Off: After Rain (Ayaka Hizuki)
- Metal Gear Solid 2: Sons of Liberty (Emma Emmerich)
- Metal Gear Solid 2: Bande Dessinée (Emma Emmerich)
- Soul Nomad & the World Eaters (Euphoria)

### Film animati
- Pokémon: Destiny Deoxys - Fratello dello spazio (Kathryn)